# Tine (film)
 For alternative betydninger, se Tine. (Se også artikler, som begynder med Tine)
Tine er en dansk film fra 1964, skrevet og instrueret af Knud Leif Thomsen efter Herman Bangs roman af samme navn fra 1889. Filmen beskriver en kvindeskæbne oplevet under krigsnederlaget 1864.
I titelrollen ses en ung Lone Hertz der modtog en Bodil for bedste hovedrolle.

## Medvirkende
- Lone Hertz
- Jørgen Reenberg
- Ellen Gottschalch
- Johannes Meyer
- Birgitte Federspiel
- Frits Helmuth
- John Price
- Elith Pio
- Pouel Kern
- Grethe Thordahl
- Holger Juul Hansen
- Olaf Ussing
- Palle Huld
- Einar Juhl
- Gunnar Strømvad
- Søren Elung Jensen
- Bjørn Spiro
- Carl Ottosen
- Christoffer Bro
- Søren Rode
- Axel Strøbye
- John Wittig
- Ejner Federspiel
- Tove Wisborg